# Psychilis kraenzlinii
Psychilis kraenzlinii är en orkidéart som först beskrevs av Domingo Bello y Espinosa, och fick sitt nu gällande namn av Ruben Primitivo Sauleda. Psychilis kraenzlinii ingår i släktet Psychilis och familjen orkidéer.
Artens utbredningsområde är Puerto Rico. Inga underarter finns listade i Catalogue of Life.